# اكستريم رولز 2015
اكستريم رولز هو عرض يقام سنوياً اقيم هذه السنة في شيكاغو بقاعة كل الولايات ALLSTATE ARENA ويتم عرضه على شاشات التلفزيون عن طريق نظام الدفع مقابل المشاهدة وغالبا جميع المباريات مايكون فيه قوانين صارمة ومتطرفة للمباريات وابرز مباريات هذة السنة.

## المباريات
| المباراة                                                   | الشرط                                                          |
| ---------------------------------------------------------- | -------------------------------------------------------------- |
| 1- جون سينا يهزم روسيف                                     | السلاسل الروسية على حزام بطولة دبليو دبليو إي الولايات المتحدة |
| دين أمبروز يهزم لوك هاربر                                  | قتال شوارع شيكاغو                                              |
| 2- نيفل يهزم باد نيوز باريت                                | قتال شوارع شيكاغو                                              |
| ذا نيو داي( كوفي كينغستون وبيغ إي) يهزم سيزارو وتايسون كيد | مباراة فرق على لقب الزوجي                                      |
| دولف زيجلر يهزم شايمس                                      | مباراة تقبيل المؤخرة                                           |
| نيكي بيلا يهزم ناعومي                                      | مباراة على لقب الديفاز                                         |
| رومان رينز يهزم بيغ شو                                     | مباراة أخر رجل صامد                                            |
| 3- سيث رولينز يهزم راندي اورتن                             | قفص حديدي يمنع فيه استخدام حركة RKO وكاين حارس القفص           |

## وصلات خارجية
- اكستريم رولز 2015 على موقع IMDb (الإنجليزية)
- اكستريم رولز 2015 على موقع قاعدة بيانات الفيلم (الإنجليزية)
- اكستريم رولز 2015 على موقع كينوبويسك (الروسية)